# Comunità di valle

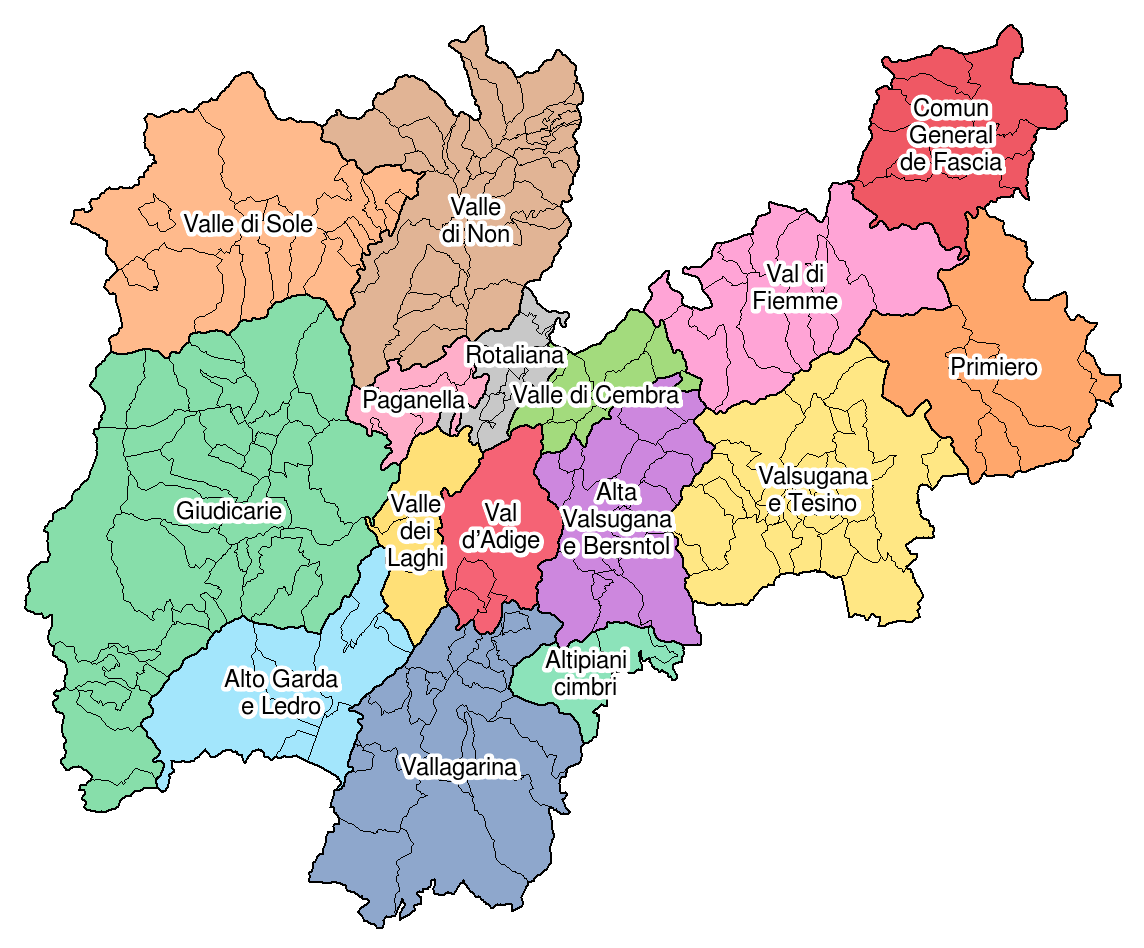
Le comunità di valle della Provincia autonoma di Trento.

Le comunità di valle sono gli enti territoriali locali della provincia autonoma di Trento che formano il livello istituzionale intermedio fra i comuni e la provincia autonoma.
Istituite con la legge provinciale 16 giugno 2006, n. 3, sono formate da una struttura associativa, costituita obbligatoriamente dai comuni compresi in ciascun territorio ritenuto adeguato per l'esercizio di importanti funzioni amministrative.
Esse hanno sostituito i comprensori istituiti tra gli anni 60 e 70 per la pianificazione urbanistica e per svolgere le funzioni attribuite dalle leggi statali alle comunità montane. Le comunità di valle sono disciplinate, oltre che dalla legge istitutiva, dai provvedimenti attuativi e dal loro relativo statuto.
Assimilabile alle comunità di valle ma costituente ente speciale è il Comun General de Fascia con statuto disciplinato dalla legge provinciale 10 febbraio 2010, n. 1 e riconosciuto anche a livello costituzionale con legge costituzionale 4 dicembre 2017, n. 1.

## Storia

### L'istituzione dei comprensori
Fin dagli anni sessanta, la popolazione trentina presentò istanze in favore di una maggiore autonomia locale. La provincia autonoma di Trento approvò la legge provinciale 2 marzo 1964, n. 2, in materia di "Ordinamento urbanistico della provincia di Trento", che prevedeva all'articolo 20 la costituzione di enti consorziali per la formazione ed attuazione dei piani comprensoriali.
La delimitazione territoriale dei comprensori fu decisa attraverso l'approvazione del piano urbanistico provinciale del 1967. Inizialmente i comprensori furono 10 ma nel 1977 il comprensorio delle Valli dell'Avisio è stato diviso nel comprensorio della Valle di Fiemme e nel comprensorio ladino di Fassa.
Con la legge provinciale 7 dicembre 1973, n. 62 sono stati effettivamente disciplinati gli organi dei comprensori, sono stati riconosciuti come enti di diritto pubblico attribuendone anche le funzioni delle comunità montane e disciplinando l'approvazione degli statuti.
Obiettivi principali di questo nuovo organo erano:
- migliorare il livello di sviluppo del territorio;
- evitare l'isolamento delle comunità periferiche;
- evitare la scomparsa dei comuni più piccoli a seguito della riduzione del tasso di natalità.

Alle difficoltà gestionali si aggiungevano quelle economiche del territorio, caratterizzato da un «dualismo esistente tra valli periferiche sottosviluppate e l'asse del fiume Adige», stratificato e industrializzato.

La suddivisione territoriale degli ex comprensori.

Il comprensorio era stato contemplato, in particolare, per raggiungere obiettivi di integrazione socio-sanitaria, garantendo una serie di prestazioni quali: «igiene e profilassi, veterinaria, medicina scolastica, prevenzione, educazione sanitaria». Un'ulteriore regolamentazione avvenne nel 1973, con la legge provinciale 23 novembre 1973, n. 56, in materia di "Unificazione dei presidi sanitari di base", in cui si affidò ai consorzi e ai comprensori il coordinamento di tali attività, nonché l'amministrazione dei presidi ospedalieri. La legge regionale 30 aprile 1980, n. 6, in materia di "Ordinamento delle Unità Sanitarie Locali", inoltre, adeguò e stabilì l'ordinamento e la suddivisione del territorio in distretti così come sancito dalla legge 23 dicembre 1978, n. 833, in materia di "Istituzione del servizio sanitario nazionale". La stessa legge prevedeva l'organizzazione di dodici unità sanitarie per ogni comprensorio, più tardi ridotte ad una sola, come accadde anche in altre regioni, per esempio le Marche.
Nel corso del loro sviluppo, i comprensori divennero depositari di molte funzioni, tra cui quelle socio-assistenziali, come dimostrano le leggi provinciali 25 settembre 1978, n. 40, "Provvedimenti per la ristrutturazione dei servizi socio-sanitari a livello comprensoriale" e 6 dicembre 1980, n. 33, "Disciplina del servizio sanitario provinciale", che affidarono la gestione dei servizi sanitari alla unità sanitaria locale (in seguito, grazie alla legge provinciale 1º aprile 1993, n. 10, "Nuova disciplina del servizio sanitario provinciale", essi vennero affidati a due istituzioni: presidio ospedaliero e distretto).
Da una parte emersero le tendenze accentratrici della provincia autonoma come ente dotato di un potere amministrativo, superiore rispetto a quello ordinario della regione e, in seconda istanza, subentrò la necessità di garantire prestazioni socio-sanitarie nonché un'offerta uniforme laddove c'erano vallate con minore numero di comuni e con un minor gettito di introiti.

### Il tentativo di introdurre l'elezione diretta
Con la legge provinciale 26 aprile 1982, n. 8 si è tentato di introdurre l'elezione diretta a suffragio universale dell'assemblea dei comprensori. Era prevista una composizione variabile da 20 a 80 componenti a seconda della popolazione del comprensorio eletti con metodo proporzionale e con durata di 5 anni. Ogni elettore avrebbe avuto la possibilità di esprimere fino a due preferenze.
Inizialmente l'elezione dei comprensori era stata fissata per l'8 maggio 1983 ma venne rinviata per consentire l'elezione in contemporanea con le elezioni regionali del 1983. L'elezione venne poi sospesa nell'ottobre 1983.
Con sentenza 26 luglio 1988, n. 876 la Corte costituzionale ha dichiarato l'illegittimità costituzionale della legge istitutiva dell'elezione diretta citando in particolare la non legittimità di una elezione diretta di organi territoriali diversi da quelli contenuti nell'articolo 114 della Costituzione.

### Il dibattito sulla riforma
Negli anni novanta le competenze del servizio sociale si sdoppiarono in quelle del comune e del comprensorio, ma l'orientamento politico fu di lasciare integro quest'ultimo, mentre ai comuni sarebbe rimasta la gestione delle deleghe.
La "stagnazione" dell'ente portò ad una lunga diatriba, che sfociò nel decreto legge 25 febbraio 2000, n. 67, in materia di "Promozione delle autonomie, attuazione del principio di sussidiarietà e riordino dell'organizzazione della Provincia Trentina", che propose il superamento dei comprensori. Sorsero due schieramenti pro e contro la necessità di far sopravvivere l'ente:
- i critici sostennero che i punti di riferimento per il cittadino erano sempre stati il sindaco o l'assessore, ritenendo dunque accessoria la figura del presidente di comprensorio; inoltre l'eterogeneità delle valli sarebbe rimasta invariata a causa dei relativi valori morali e di appartenenza, sostenuti dal notevole sviluppo dell'associazionismo e del terzo settore;
- i favorevoli alla sopravvivenza del comprensorio ritennero che dal punto di vista urbanistico e della relativa pianificazione conferivano gli attesi vantaggi rispetto alla realtà italiana; si veniva a creare, in Trentino, una sostanziale conferma degli insediamenti domiciliari minori che altrove, invece, rischiavano di scomparire.

### La riforma istituzionale
Ci si avviò così alla riforma dell'assetto istituzionale della provincia autonoma, al fine di superare le difficoltà palesate dai comprensori. Con la legge provinciale 16 giugno 2006, n. 3 venne prevista la sostituzione degli 11 comprensori con 15 comunità di valle (non rientrarono in questa riforma il comune di Trento ed altri 3 municipi confinanti), non più operanti con funzioni delegate bensì con poteri propri.

### La suddivisione territoriale e la consultazione in Rendena
L'individuazione del territorio dei 15 nuovi enti locali ha seguito il principio di continuità con i confini dei precedenti comprensori comprensori con alcune eccezioni. Sono state infatti create nuove entità territoriali non corrispondenti a precedenti comprensori: la Magnifica Comunità degli Altipiani cimbri, la Comunità della Valle di Cembra, la Comunità della Valle dei Laghi, la Comunità Rotaliana-Königsberg e la Comunità della Paganella. 
La Comunità inizialmente prevista sul territorio unito della Rotaliana-Paganella è stata suddivista, dopo l'intesa raggiunta nel marzo 2007 con il consiglio delle autonomie locali, nella Comunità della Paganella e nella Comunità Rotaliana-Königsberg aggregando a quest'ultima i comuni di Lavis e Zambana inizialmente previsti nella comunità cembrana.
Criticità sono emerse nell'individuazione del territorio per la Comunità delle Giudicarie avendo i comuni di Bocenago e Pinzolo richiesto l'istituzione di una comunità autonoma per la Val Rendena. Il caso si è sviluppato in una consultazione popolare il 13 maggio 2007 nei 12 comuni della Val Rendena e nel comune di Ragoli: con il 40,33% di affluenza il 68,57% dei votanti si è espresso per un ambito autonomo della Rendena. Si è successivamente deciso di mantenere il territorio unitario della Comunità delle Giudicarie.

### Il Comun General de Fascia
Fin dalla norme contenute nella legge istitutiva delle comunità del 2006 il Comun General de Fascia ha assunto particolarità normative e l'ente è di fatto regolato principalmente dal suo stesso statuto disciplinato dalla legge provinciale 10 febbraio 2010, n. 1 e solo residualmente dalle altre norme sulle comunità di valle.
L'istituzione dell'ente è avvenuta con la soppressione del precedente comprensorio ladino di Fassa e le prime elezioni del Comun General sono avvenute nel maggio 2010. Al contrario delle altre comunità di valle il Comun General de Fascia ha mantenuto la parziale elezione diretta dell'assemblea e del presidente con lo svolgimento di elezioni ogni 5 anni.
Con le modifiche allo statuto speciale del Trentino-Alto Adige della legge costituzionale 4 dicembre 2017, n. 1 il Comun General è stato riconosciuto come ente fondamentale per la valorizzazione della minoranza linguistica ladina.

### L'istituzione delle comunità
Per l'effettiva attuazione della riforma istituzionale sono serviti, successivamente all'individuazione dei territori delle comunità, anche la sostituzione degli organi dei comprensori con quelli delle comunità. I due enti hanno poi coesistito sul medesimo territorio fino al trasferimento di funzioni e la soppressione dei comprensori. Questi passaggi sono avvenuti attraverso decretazioni del presidente della provincia.
Questa fase di transizione da comprensori a comunità di valle è iniziata nel 2009 e si è conclusa nel dicembre 2011 con la soppressione del comprensorio Valle dell'Adige (C5), il quale era stato commissariato fino al trasferimento di funzioni alle varie comunità nate su di esso.
Ad agosto 2010 sono stati anche pubblicati nel bollettino ufficiale regionale tutti gli statuti delle comunità approvati dai collegi dei sindaci e dai consigli comunali.

### Le elezioni del 2010
Inizialmente le assemblee delle comunità erano elette indirettamente da tutti i componenti dei consigli comunali e circoscrizionali e il presidente della comunità era eletto dall'assemblea. Nel 2009 è stata però approvata una modifica della legge di riforma istituzionale che ha introdotto l’elezione diretta di una parte degli organi delle Comunità. Si era infatti previsto che a partire da ottobre 2010, il presidente e i 3/5 dell’assemblea siano eletti dalla popolazione di ciascun territorio, a suffragio universale. I restanti 2/5 dell’assemblea sono stati invece nominati dai consigli comunali del territorio. Era previsto anche il secondo turno di ballottaggio il quale è scattato per l'elezione nella Comunità territoriale della Val di Fiemme e in quella della Valle di Sole.
Nonostante alcune delle sue liste siano state escluse in alcune consultazioni per dei vizi di forma alle elezioni il centro-sinistra autonomista ha vinto in 11 comunità su 14, nelle altre tre il presidente eletto era di una lista civica.

### Il referendum abrogativo
La volontà di alcune forze politiche, prima fra tutte Lega Nord, di abrogare le comunità di valle ha portato alla formazione di comitato promotore che ha promosso la raccolta delle firme con lo scopo di proporre un referendum abrogativo. La consultazione si è tenuta il 29 aprile 2012, chiamando alle urne 413.314 elettori.
Il quorum necessario del 50% degli elettori non è stato raggiunto in quanto a votare fu solo il 27,38% della popolazione. Tra i votanti il 93,56% si espresse in favore dell'abolizione delle comunità di valle.

### Le modifiche del 2014 e 2022
Nel 2014 si è modificata la disciplina delle comunità di valle sostituendo alla parziale elezione diretta degli organi della comunità l'elezione di secondo grado, quella dei cd. grandi elettori nominati dai vari consigli comunali. Si è inoltre resa obbligatoria la gestione associata di alcuni servizi per i comuni più piccoli passando dal livello di comunità a quello di ambito. Le elezioni, svoltesi con il sistema dei grandi elettori, sono avvenute il 10 luglio 2015.
Nel 2022, dopo due anni di commissariamento delle comunità di valle in vista di una riforma generale, si è modificata la legge istitutiva delle comunità con la legge provinciale 6 luglio 2022, n. 7. Le modifiche principali sono state la modifica delle funzioni dell'assemblea della comunità rinominata assemblea per la pianificazione urbanistica e lo sviluppo, la rimozione del sistema di elezione dell'assemblea dei grandi elettori che è ora eletta dai consigli comunali e la messa al centro come organo principale della comunità del consiglio dei sindaci.

### Le consultazioni del 2024 e 2025
Il 27 ottobre 2024 si è svolto in Valle di Sole una consultazione popolare sul tema della presenza dell'orso e del lupo sul territorio. Con un'affluenza del 63,16% degli aventi diritto il 98,58% dei votanti si è epresso a favore del quesito che chiedeva se la presenza dei due grandi carnivori nelle valli del territorio fosse un grave pericolo per la sicurezza pubblica ed un danno per l'economia e la salvaguardia di usi, costumi e tradizioni locali.
Lo stesso quesito è stato successivamente votato attraverso altre consultazioni popolari anche nella comunità della Val di Non, dal 25 novembre al 7 dicembre 2024 e nel 2025 nella Paganella il 18 e 19 gennaio e nella Valle dei Laghi il 15 e 16 marzo. I risultati delle consultazioni sono stati del 98,5 di Sì in Val di Non; 96,3% nella Paganella e 97,3% nella Valle dei Laghi. Queste consultazioni hanno avuto affluenza rispettivamente del 45,7%, del 42% e del 35,3%.

## Le comunità di valle
Il territorio provinciale è suddiviso in 14 comunità di valle e dal Comun General de Fascia. I comuni, appartenenti al Territorio della Val d'Adige (Trento, Cimone, Aldeno e Garniga Terme) non fanno parte di alcuna comunità ma svolgono le funzioni in modo associato tramite convenzione.
| #  | Denominazione                             | Comuni | Abitanti | Sede amministrativa                                   | Mappa | Sito |
| -- | ----------------------------------------- | ------ | -------- | ----------------------------------------------------- | ----- | ---- |
| 1  | Comunità territoriale della Val di Fiemme | 9      | 20 148   | Cavalese                                              |       |      |
| 2  | Comunità di Primiero                      | 5      | 9 384    | Tonadico (Primiero San Martino di Castrozza)          |       |      |
| 3  | Comunità Valsugana e Tesino               | 18     | 27 085   | Borgo Valsugana                                       |       |      |
| 4  | Comunità Alta Valsugana e Bersntol        | 15     | 56 011   | Pergine Valsugana                                     |       |      |
| 5  | Comunità della Valle di Cembra            | 7      | 11 016   | Cembra (Cembra Lisignago)                             |       |      |
| 6  | Comunità della Val di Non                 | 23     | 39 864   | Cles                                                  |       |      |
| 7  | Comunità della Valle di Sole              | 13     | 15 502   | Malé                                                  |       |      |
| 8  | Comunità delle Giudicarie                 | 25     | 36 860   | Tione di Trento                                       |       |      |
| 9  | Comunità Alto Garda e Ledro               | 7      | 51 472   | Riva del Garda                                        |       |      |
| 10 | Comunità della Vallagarina                | 17     | 92 406   | Rovereto                                              |       |      |
| 11 | Comun General de Fascia                   | 6      | 9 972    | San Giovanni (San Giovanni di Fassa)                  |       |      |
| 12 | Magnifica Comunità degli Altipiani cimbri | 3      | 4 645    | Lavarone                                              |       |      |
| 13 | Comunità Rotaliana-Königsberg             | 6      | 31 182   | Mezzocorona                                           |       |      |
| 14 | Comunità della Paganella                  | 5      | 5 019    | Andalo                                                |       |      |
| 15 | Territorio della Val d'Adige              | 4      | 123 297  | Funzioni svolte in modo associato tramite convenzione |       |      |
| 16 | Comunità della Valle dei Laghi            | 3      | 11 320   | Vezzano (Vallelaghi)                                  |       |      |
|    | Provincia autonoma di Trento              | 166    | 545 183  | Trento                                                |       | PAT  |

## Competenze
Le competenze amministrative delle comunità di valle sono state individuate dalla citata legge provinciale 16 giugno 2006, n. 3. Essa individua le funzioni riservate alla Provincia e trasferisce ai comuni le funzioni amministrative, nonché i servizi pubblici a esse eventualmente connessi, che non richiedono l'esercizio unitario a livello provinciale e che non sono incompatibili con le dimensioni dei territori di riferimento.
Le competenze sono state trasferite alle comunità di valle in modo pieno, non solo a titolo di delega come avveniva per i comprensori che erano un “braccio operativo” della Provincia, con limitato potere decisionale e compiti solo operativi. La comunità diviene titolare di funzioni proprie e può adottare le politiche che più rispondono alle esigenze e alle caratteristiche del proprio territorio. Lo fa approvando propri piani in settori di grande impatto per la vita dei cittadini: il piano sociale e il piano urbanistico territoriale di comunità.
In alcuni settori esercitano competenze che erano state in capo alla Provincia come le politiche della casa, le politiche sociali ed assistenziali, i piani paesaggistici, la pianificazione urbanistica per quel che riguarda le scelte strategiche di sviluppo del territorio comunitario, tra cui, i servizi e le strutture di carattere sovracomunale e le aree produttive provinciali. Si occupano anche del commercio a livello di valle, delle strutture sovracomunali a carattere sociale, culturale e di quelle sportive.
In particolare la legge provinciale 16 giugno 2006, n. 3 individua le funzioni amministrative trasferite ai comuni, con l'obbligo di esercizio associato mediante la comunità, nelle seguenti materie:
- assistenza scolastica;
- assistenza e beneficenza pubblica, compresi i servizi socio-assistenziali, nonché il volontariato sociale per servizi da gestire in forma associata;
- edilizia abitativa pubblica e sovvenzionata;
- urbanistica, ad esclusione delle funzioni amministrative attinenti ad opere di competenza dello Stato, della Regione e della Provincia nonché delle funzioni di pianificazione urbanistica di livello provinciale;
- programmazione economica locale per quanto riguarda il rispettivo ambito territoriale; programmazione socio-economica dello sviluppo prevista per le comunità montane;
- la programmazione delle infrastrutture d'interesse locale a carattere sovracomunale, comprese le infrastrutture scolastiche;
- ulteriori funzioni individuate d'intesa con il Consiglio delle autonomie locali, previo parere della competente commissione permanente del Consiglio provinciale.
- azioni e attività d'interesse locale nell'ambito delle politiche provinciali nelle materie di agricoltura, foreste e alpicoltura, incremento della produzione industriale, sviluppo della montagna, artigianato, fiere e mercati, miniere, cave e torbiere, turismo e commercio

La legge provinciale 16 giugno 2006, n. 3 individua ulteriori competenze, in particolare sul ciclo dell'acqua, ciclo dei rifiuti, trasporto pubblico e distribuzione dell'energia, da affidare all'ambito territoriale ottimale il quale può anche essere coincidente alla comunità di valle.
Le comunità hanno inoltre la potestà regolamentare sui regolamenti di organizzazione e per lo svolgimento delle funzioni attribuite.
Per il finanziamento della loro spesa corrente spetta alle comunità un trasferimento a carico del bilancio provinciale e da un fondo di solidarietà alimentato dalla compartecipazione al gettito dei tributi locali.

### Le competenze del Comun General de Fascia

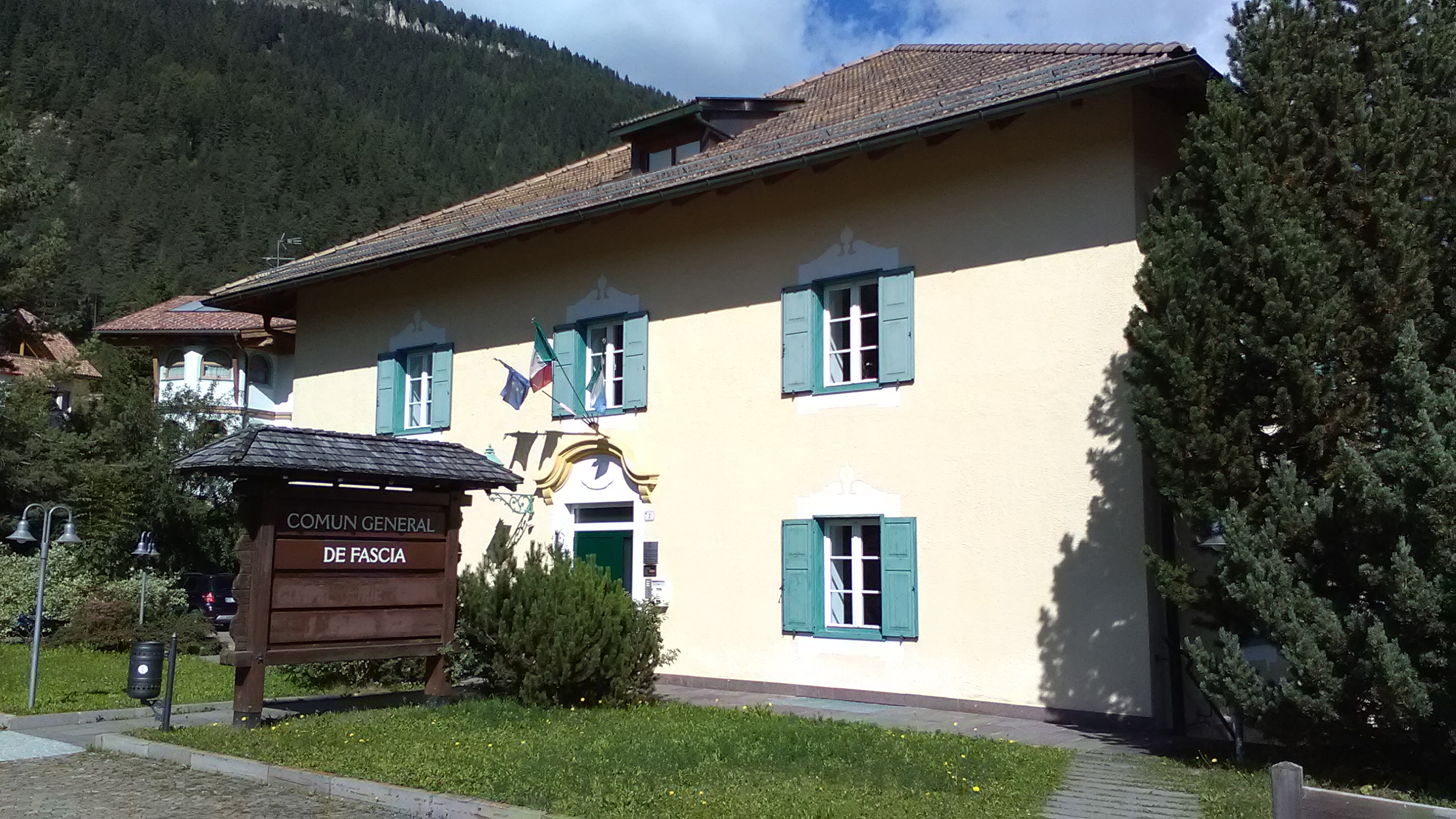
La sede del Comun General de Fascia nella frazione di Vigo di Fassa.

La normativa per il Comun General differisce su molti aspetti da quella delle comunità di valle in considerazione della specialità dell'ente riconosciuto anche con legge costituzionale 4 dicembre 2017, n.1. Proprio in virtù della fonte normativa di rango costituzionale che lo prevede, il Comun General de Fascia è un ente locale territoriale ad autonomia politica e speciale all’interno dell’ordinamento della Repubblica accanto a quelli dell'articolo 114 della Costituzione.
Oltre alle competenze attribuitegli dalla legge provinciale 16 giugno 2006, n. 3 il Comun General svolge un importante ruolo di valorizzazione della minoranza linguistica ladina. Ulteriori particolarità dell'ente sono la sua autonomia statutaria, la previsione dell’elezione diretta dei suoi organi, la bandiera come simbolo distintivo, le peculiari funzioni e il riconoscimento del carattere rappresentativo della comunità ladina.

## Organi
Gli organi di 14 comunità di valle sono regolati dalla legge provinciale 16 giugno 2006, n. 3, quelli del Comun General de Fascia sono regolati dallo statuto del Comun General contenuto nella legge provinciale 10 febbraio 2010, n. 1. 

### Consiglio dei sindaci
Il consiglio dei sindaci è formato dal presidente e dai sindaci dei comuni appartenenti alla comunità. Il consiglio dei sindaci è un organo di indirizzo e controllo, approva i bilanci, i regolamenti e i programmi della comunità.
Nel Comun General de Fascia è identificata con il termine ladino di "Consei di ombolc".

### Presidente
Il presidente è il legale rappresentante della comunità. Presiede il consiglio dei sindaci e l'assemblea per la pianificazione urbanistica e lo sviluppo.
Egli è nominato dal consiglio dei sindaci, che lo sceglie fra i propri componenti, tra i consiglieri comunali dei comuni oppure, con maggioranza qualificata, tra qualsiasi cittadino iscritto alle liste elettorali.
Nel Comun General de Fascia è identificato con il termine ladino di "Procurador". Egli è di diritto membro del consiglio delle autonomie locali provinciale Il Procurador è eletto a suffragio universale contestualmente all'elezione per i 16 componenti elettivi del Consei General.

### Assemblea per la pianificazione urbanistica e lo sviluppo
L'assemblea per la pianificazione urbanistica e lo sviluppo svolge le funzioni di pianificazione urbanistica e di programmazione economica assegnate alla comunità dalla normativa vigente ed esprime pareri sui bilanci e gli investimenti della comunità.
I componenti dell'assemblea sono eletti dai consigli comunali: due componenti per ogni comune con popolazione inferiore a 3.000 abitanti e tre componenti per ogni comune con popolazione superiore a 3.000 abitanti. Componente di diritto è il sindaco ed è inoltre garantita la rappresentanza della minoranza consigliare. L'assemblea è presieduta dal presidente della comunità.
Nel Comun General de Fascia l'organo assembleare è identificato con il termine ladino di "Consei general" e, oltre alle compenteze per le assemblee delle comunità di valle" ha competenza regolamentare, di indirizzo, approva mozioni di censura e può approvare una sfiducia costruttiva al Procurador nell'ultimo anno di mandato. Il Consei General è composto dal Procurador e da 30 membri: 14 eletti dai consigli comunali, 16 eletti a suffragio universale ogni 5 anni. Può partecipare alla discussione, senza diritto di voto, anche il consigliere provinciale ladino.

### Comitato esecutivo
Se la comunità di valle comprende almeno sei comuni, il consiglio dei sindaci può deliberare l'istituzione di un comitato esecutivo. Il comitato svolge funzioni consultive, propulsive e delegate dal consiglio dei sindaci.
È composto dal presidente e da un massimo di 3 componenti nominati dal presidente medesimo, scelti tra i sindaci o i consiglieri comunali del territorio. Nella Comunità Alta Valsugana e Bersntol un ulteriore componente può essere nominato tra gli aventi diritto nei comuni mocheni di Fierozzo, Frassilongo e Palù del Fersina. Lo stesso è previsto per il comune cimbro di Luserna nella Magnifica Comunità degli Altipiani cimbri (la quale però è costituita da solo 3 comuni).
Nel Comun General de Fascia è identificato con il termine ladino di "Consei de procura". Ha tutte le competenze residuali non attribuite agli altri organi. È costituito da un massimo di 6 membri scelti anche all'esterno del Consei general.